# Émile Rupp
Pour les articles homonymes, voir Rupp.
Émile Rupp, né le 24 juillet 1872 à Ottoschwanden (Bade-Wurtemberg) et mort le 30 juillet 1948 à Strasbourg, est un organiste et facteur d'orgue alsacien – figure de la vie musicale strasbourgeoise au début du XXe siècle et engagé dans le mouvement réformiste alsacien de l'orgue.

## Formation et parcours musicaux

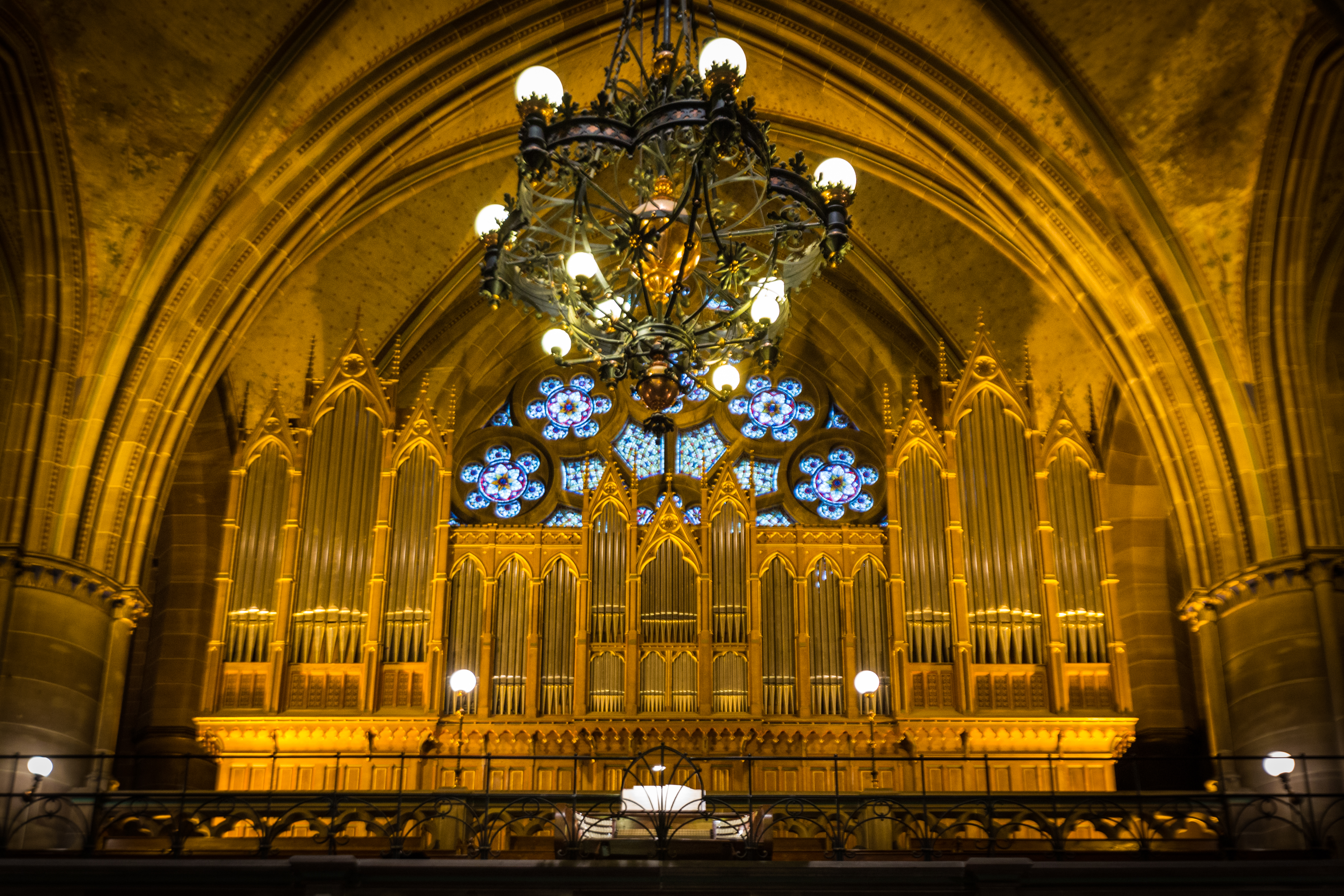
Grand orgue de tribune de l'église Saint-Paul de Strasbourg

Luthérien et fils de pasteur, il fait sa formation auprès des organistes Josef Rheinberger, à Munich et Charles-Marie Widor, à Paris, puis devient titulaire des orgues de l'église protestante réformée Saint-Paul de Strasbourg (1897-1937), où il donne près de 2 000 concerts.
Entre 1914 et 1939, il joue également à l'ancienne synagogue de Strasbourg qui fut incendiée durant la Seconde Guerre mondiale, en 1940 : il y conçoit l'orgue construit par Edmond Alexandre Roethinger en 1925.

## Le mouvement réformiste alsacien pour l'orgue
Émile Rupp participe aux débats qui opposent deux écoles de pensée sur la théorie de l'orgue.
Il participe à la création, aux côtés d'Albert Schweitzer, du mouvement de réforme de la facture d'orgue en Alsace et en Allemagne. il se situe comme partisan du courant « réformiste alsacien », auquel souscrit également Albert Schweitzer. Il s'oppose notamment à Adolphe Gessner, titulaire des orgues de l'église catholique Saint-Maurice à Strasbourg.

## Publications

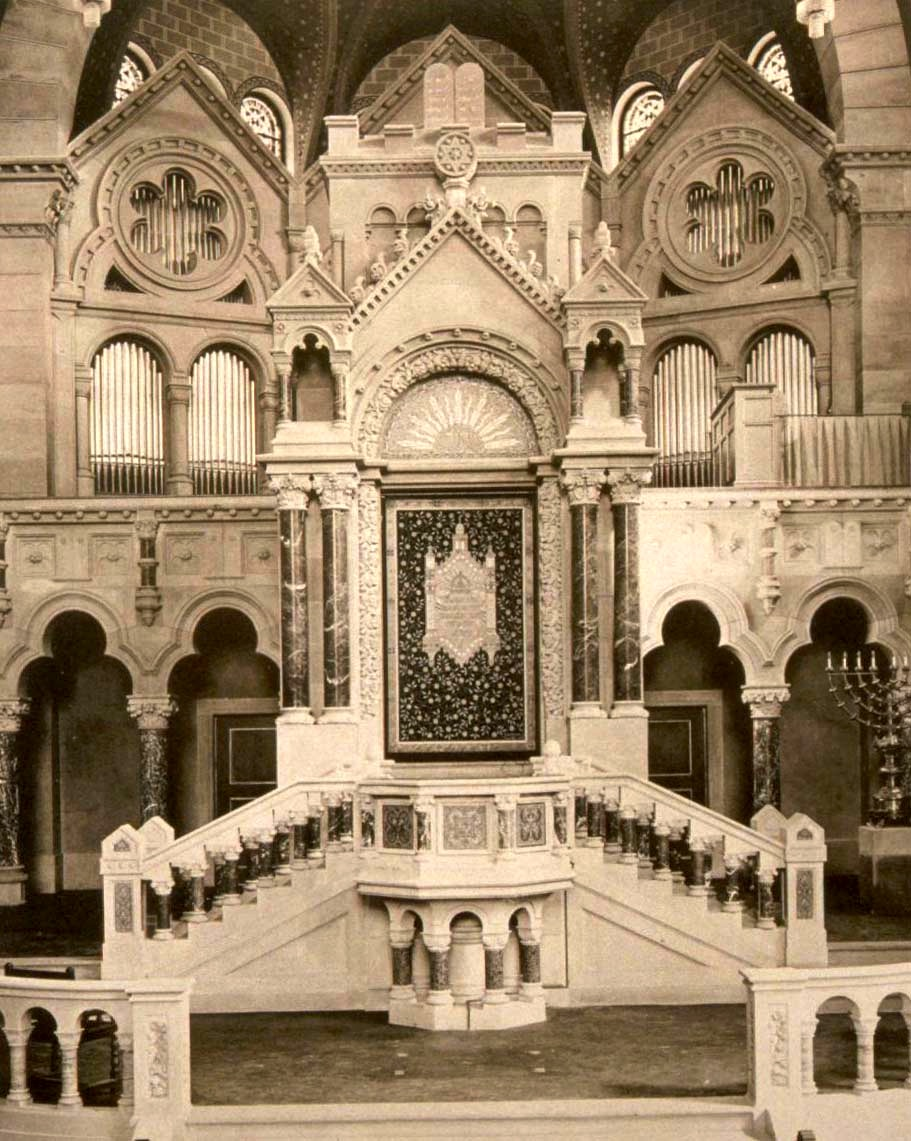
Grandes orgues de l'ancienne synagogue de Strasbourg

- Die Entwicklungsgeschichte der Orgelbaukunst, Benzinger, Einsiedeln, 1929, 467 p. (rééd. Georg Olms, 1981)
- Abbé Vogler als Mensch, Musiker und Orgelbautheoretiker unter besonderer Berücksichtigung des sog. « Simplificationssystems », Ungeheuer & Ulmer, Ludwigsburg, 1922.